# Angelica breweri
Angelica breweri är en flockblommig växtart som beskrevs av Asa Gray. Angelica breweri ingår i släktet kvannar, och familjen flockblommiga växter. Inga underarter finns listade i Catalogue of Life.

## Bildgalleri

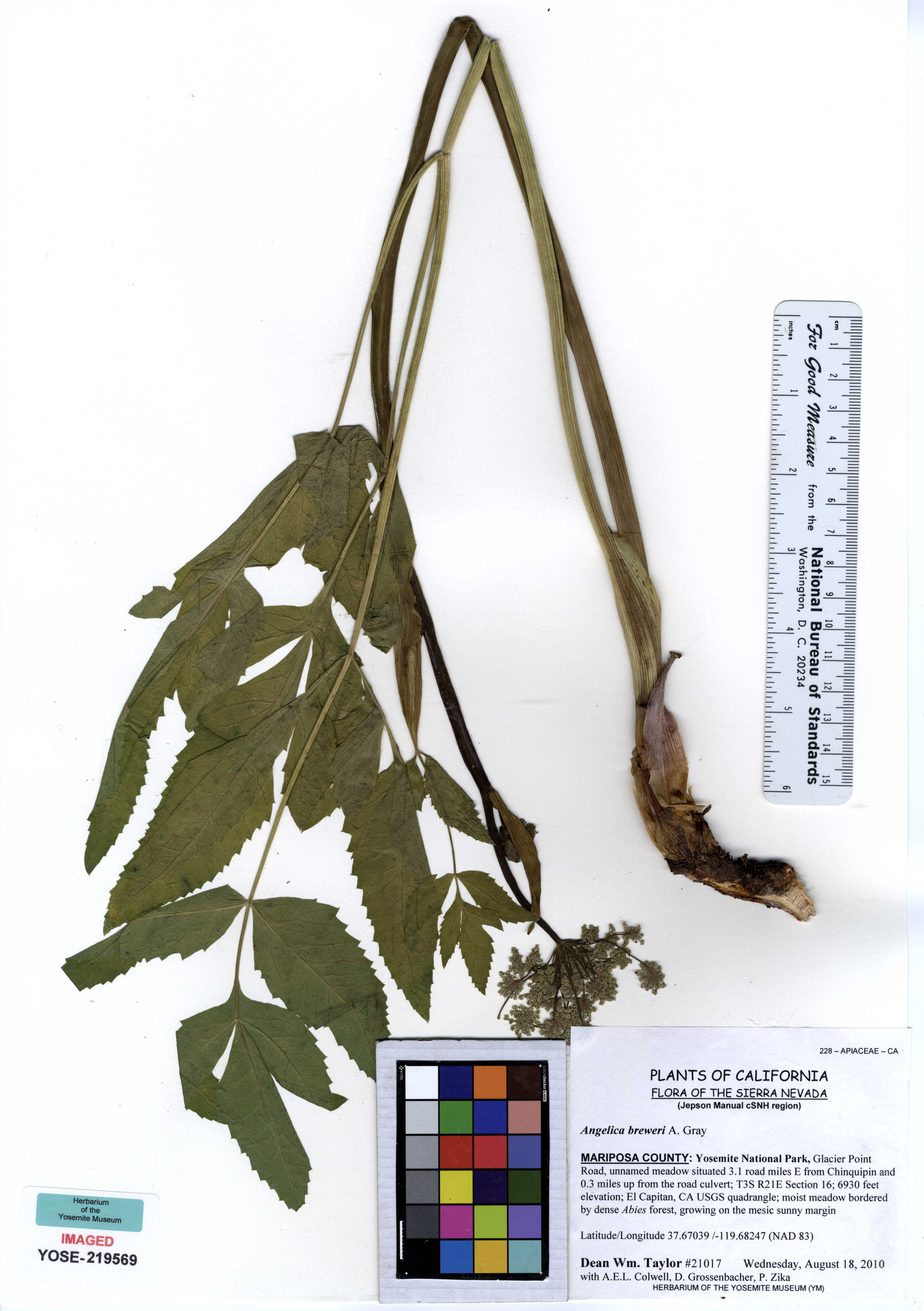